# Друкарня Горажде
Друкарня Горажде (серб. Горажданска штампарија або Goraždanska štamparija) — одна з найперших друкарень сербів, і перша на території нинішньої Боснії і Герцеговини. Створена в 1519 році у Венеції, незабаром була перенесена до сербської православної церкви Святого Георгія в селі Сопотниця біля Горажде, в османському санджаку Герцеговини. Засновником і керівником був Божидар Любавич, який був відомим купцем із Горажде. Керував роботою друкарні його син Теодор Любавич, ієромонах Мілєшівського монастиря. Він працював до 1523 року, випустивши три книги, які є серед кращих досягнень ранніх сербських друкарів.

## Передумови
Близько 1450 р. Йоганнес Гутенберг у Майнці (Німеччина) винайшов друкарський верстат, мистецтво книгодрукування було запроваджено в інших частинах Європи. До кінця XV століття Венеція стала головним центром друкарства. У 1493 р. Джурадж Црноєвич, правитель князівства Зета (на території сучасної Чорногорії), відправив ієромонаха Макарія у Венецію, щоб навчився друкарському мистецтву.  

## Друк

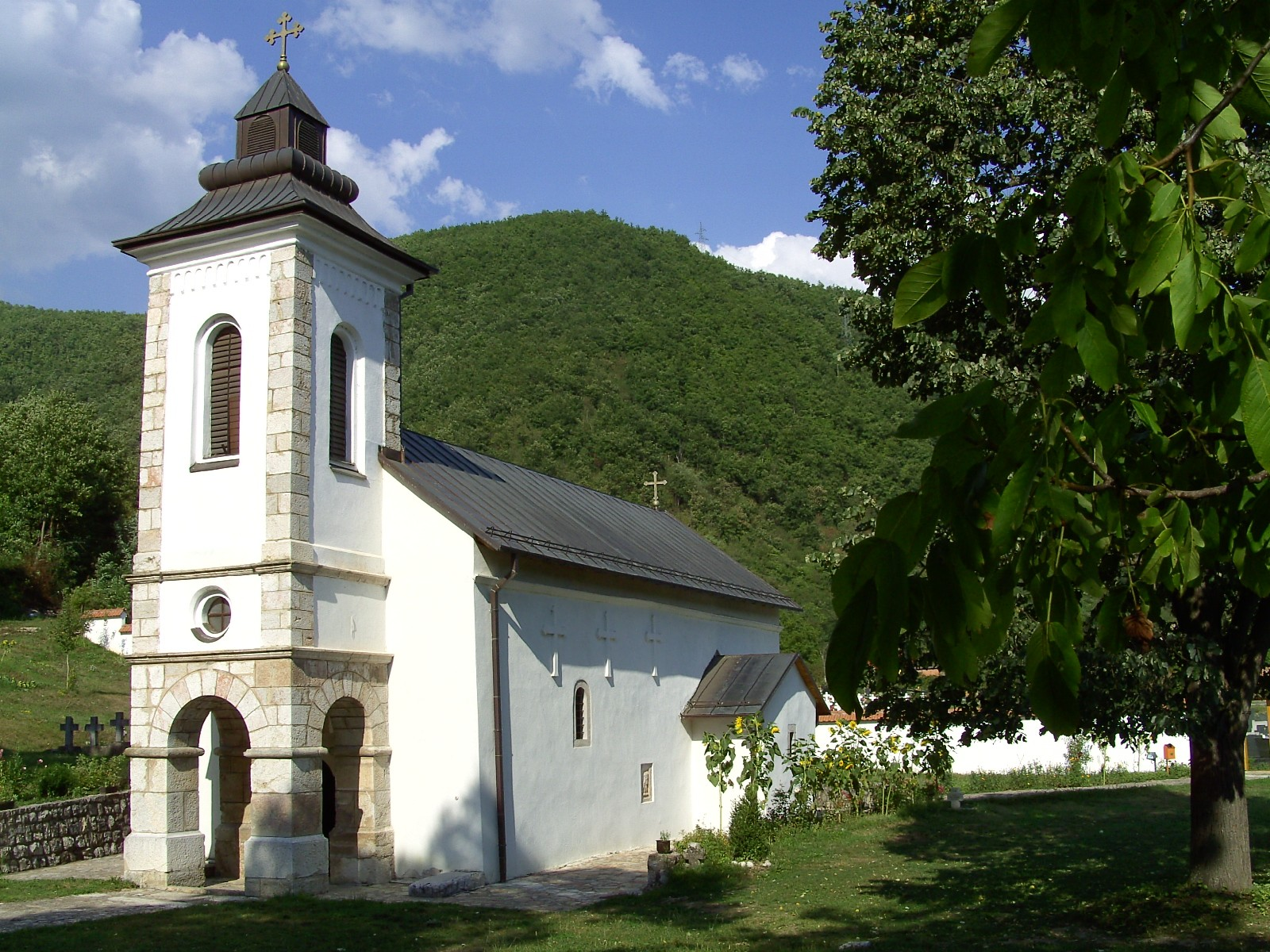
Церква Святого Георгія, Сопотниця

У другій половині 1518 року Божидар Любавич відправив своїх синів, Джураджа та ієромонаха Теодора, до Венеції, щоб придбати друкарський верстат та навчитися друкарському мистецтву. Брати Любавичі придбали необхідне і почали друкувати ієратікон (книгу служіння священика), примірники якого були готові до 1 липня 1519 року або у Венеції, або в церкві Святого Георгія поблизу Горажде. У церкві Святого Георгія Теодор організував друкарню в Горажде, яка випустила, крім ієратікону, ще дві книги церковнослов'янською мовою: псалтир 1521 року і невеликий евхологій 1523 року Псалтир Горажде, який містить 352 листки, є найбільшою з трьох книг. Торгівля була добре розвинена в Горажде, оскільки місто було побудоване на перетині трьох важливих доріг, які зв’язували його з Дубровником, Врхбосною (Сараєво) та Косово.

## Розвиток друкарства
Наступна друкарня з’явиться в Боснії і Герцеговині лише в 1866 р. У 1544 році друкарня була перевезена з Горажде до Тирговіште, столиці Валахії, ставши таким чином другим подібним об'єктом на території нинішньої Румунії. Його переселення та реактивацію здійснив Дімітріє Любавич, онук Божидара. На початку 1545 р. у Тирговішті Димитріє надрукував евхологій, а в 1547 р. — апостолярій. Божидар Вукович заснував свою друкарню у Венеції в 1519 або 1520 роках, одночасно з братами Любавичами. Так було до кінця XVI століття. Були встановлені на території Османської імперії друкарні: в монастирі біля Ужиці в 1529 році, в монастирі Грачаніца поблизу Приштини в 1539, в монастирі Мілешева в 1546 році, в Белграді в 1552 році, в монастирі Мркшина Церква поблизу Валєво в 1562 р. і в Скадарі в 1563 р. Вони діяли протягом одного-чотирьох років і випустили по одній-трьох книгах кожна.